# Liste von Persönlichkeiten der Stadt Halle (Saale)
Diese Liste enthält bedeutende Persönlichkeiten, die in Halle (Saale) gelebt und gewirkt haben, ohne dass sie in der Stadt selbst geboren wurden. Dort geborene Personen sind in der Liste von Söhnen und Töchtern der Stadt Halle (Saale) aufgeführt.

## Persönlichkeiten

### 15. Jahrhundert
- Matthias Grünewald, eigentlich Mathis Gothart-Nithart (* ≈1480 in Würzburg; † 31. August 1528 in Halle), Maler und Grafiker
- Justus Jonas der Ältere (* 5. Juni 1493 in Nordhausen; † 9. Oktober 1555 in Eisfeld), Reformator und erster Superintendent in Halle
- Kilian Goldstein (auch Chilian Goltstein; * 25. März 1499 in Kitzingen; † 25. Januar 1568 in Halle), Jurist

### 16. Jahrhundert
- Melchior Kling (* 1. Dezember 1504 in Steinau an der Straße; † 21. Februar 1571 in Halle (Saale)), deutscher Jurist und Rechtswissenschaftler
- Nickel Hoffmann (* ≈1510; † 1592), Bildhauer, Steinmetz und Werkmeister, war Ratsbaumeister in Halle (Saale), schuf unter anderem den Stadtgottesacker, das alte Rathaus und wirkte an der Fertigstellung der Marktkirche mit
- Sebastian Boetius (* 19. Januar 1515 in Guben; † 8. Juni 1573 in Halle), evangelischer Theologe
- Adam Siber (* 8. September 1516 in Schönau; † 24. September 1584 in Grimma) deutscher Humanist und Pädagoge
- Kaspar Eberhard (* 21. März 1523 in Schneeberg; † 21. Oktober 1575 in Wittenberg), deutscher lutherischer Theologe und Pädagoge
- Hieronymus Bucher (* 1538 in Eisleben; † 1589 in Halle), Großkaufmann
- Christoph Caesar (* 24. April 1540 in Preußisch Eylau; † 16. August 1604 in Halle), Pädagoge und Dichter, 1683 bis 1604 Rektor des Lutherischen Gymnasiums
- Wilhelm Rudolf Meckbach (* 1543 in Grünberg (Hessen); † 24. Februar 1603 in Helmsdorf (Gerbstedt)), 1586 bis 1598 Kanzler des Erzstiftes Magdeburg; bestattet in der Stiftskirche zu Halle
- Johannes Olearius (* 17. September 1546 in Wesel; † 26. Januar 1623 in Halle), lutherischer Theologe und Philologe, Stammvater der Gelehrtenfamilie Olearius, seit 1581 in Halle als Oberpfarrer und Superintendent tätig
- Kilian Stisser (* 23. März 1562 in Eisleben; † 9. Januar 1620 in Halle), deutscher Jurist und Kanzler des Erzstiftes Magdeburg
- Christian Gueintz (* 13. Oktober 1592 in Kohlo bei Guben; † 3. April 1650 in Halle), Pädagoge und Sprachreformer
- Konrad Carpzov (* 11. Juli 1593 in Wittenberg; † 12. Februar 1658 in Halle), Rechtswissenschaftler und Staatsmann

### 17. Jahrhundert
- David Pohle (* 1624 in Marienberg; † 20. Dezember 1695 in Merseburg), Komponist, von 1661 bis 1678 „Fürstlicher Capellmeister“ am Hofe von Herzog August von Halle-Weißenfels
- Gottfried von Jena (* 20. November 1624 in Zerbst/Anhalt; † 8. Januar 1703 in Halle), Kanzler des Herzogtums Magdeburg, Begründer des Jenastifts am 14. Mai 1703, einer Stiftung für allein stehende adlige Damen; erster Kurator der Friedrichs-Universität Halle, der heutigen Martin-Luther-Universität Halle-Wittenberg
- Samuel Stryk (* 22. November 1640 in Lenzen; † 23. Juli 1710 in Halle), Jurist
- Christian Thomasius (* 1. Januar 1655 in Leipzig; † 23. September 1728 in Halle), Jurist und Philosoph
- Johann Jänichen (* 29. September 1659 in Kamenz; † 10. Oktober 1731 in Halle), Pädagoge und Dichter
- Paul Anton (* 12. Februar 1661 in Hirschfelde, Oberlausitz; † 19. Oktober 1730 in Halle), deutscher evangelischer Theologe, seit 1695 an der Halleschen Universität
- August Hermann Francke (* 22. März 1663 in Lübeck; † 8. Juni 1727 in Halle), Pietist, Theologe und Sozialpädagoge, Begründer Franckesche Stiftungen
- Friedrich Wilhelm Zachow oder Zachau (〰 14. November 1663 in Leipzig; † 7. August 1712 in Halle), Komponist des Barock, zu seinen Schülern zählten Georg Friedrich Händel, Gottfried Kirchhoff, Johann Krieger und Johann Gotthilf Ziegler
- Gottfried Vockerodt (* 24. September 1665 in Mühlhausen/Thüringen; † 10. Oktober 1727 in Gotha), Pädagoge, Konrektor des Gymnasiums in Halle von 1689 bis 1693
- Carl Hildebrand Freiherr von Canstein (* 4. August 1667 auf Gut Lindenberg/Mark Brandenburg; † 19. August 1719 in Berlin), brandenburgischer Hofbeamter und Stifter der Cansteinschen Bibelanstalt, der ältesten Bibelgesellschaft der Welt.
- Johann Peter von Ludewig (* 5. August 1668 in Honhardt; † 7. September 1743 in Halle), Professor für theoretische Philosophie, Geschichte und Rechtswissenschaften an der Universität Halle; 1721 Kanzler der Universität Halle, 1741 Kanzler der Regierung des Herzogtums Magdeburg, Verfasser des Staatshandbuches zu den deutschen Territorien Germania Princeps; Namensgeber der Ludwigstraße in Halle
- Joachim Lange (* 26. Oktober 1670 in Gardelegen; † 7. Mai 1744 in Halle), pietistischer Theologe.
- Johann Anastasius Freylinghausen (* 2. Dezember 1670 in Gandersheim; † 12. Februar 1739 in Halle), einflussreicher Theologe der pietistischen Halleschen Schule, der zweite Direktor der Franckeschen Stiftungen.
- Nicolaus Hieronymus Gundling (* 25. Februar 1671 in Kirchensittenbach; † 9. Dezember 1729 in Magdeburg), Polyhistor, Hauptvertreter der Hallischen Staatsrechtlich-Historischen Schule sowie Mitbegründer der Lehre vom Geistigen Eigentum
- Christian Wolff (* 24. Januar 1679 in Breslau; † 9. April 1754 in Halle), Universalgelehrter, Philosoph, Jurist und Mathematiker
- Martin Knobloch (* 18. Januar 1684 in Mötzlich; † 30. September 1759 in Wurzen), Pädagoge und evangelischer Theologe
- Samuel Lenz (* 8. März 1686 in Stendal; † 14. Mai 1776 in Halle), Historiker, Jurist und Hochschullehrer; lebte in Halle, schrieb und verstarb dort
- Johann Heinrich Schulze (* 12. Mai 1687 in Colbitz; † 10. Oktober 1744 in Halle), Universalgelehrter, Entdecker der Lichtempfindlichkeit der Silbersalze, Numismatiker, Professor an der Universität Halle
- Johann Gotthilf Ziegler (* 25. März 1688 in Leubnitz; † 15. September 1747 in Halle), Komponist und Organist des Barock.
- Karl Heinrich von Bogatzky (* 7. September 1690 in Jankowe; † 15. Juni 1774 in Halle), Erbauungsschriftsteller und Liederdichter des halleschen Pietismus.
- Johann Joachim Lange (* 1699 in Berlin; † 18. August 1765 in Halle), Mathematiker, Mineraloge und Dichter

### 18. Jahrhundert
- Moses Sobernheim (unbekannte Lebensdaten), 1724 als erster Jude in Halle promoviert.
- Anton Wilhelm Amo (* ≈1703 in Nkubeam bei Axim, heute Ghana; † nach 1753 vermutlich im heutigen Ghana), erster bekannter Philosoph und Rechtswissenschaftler afrikanischer Herkunft in Deutschland
- Johann Georg Knapp (* 27. Dezember 1705 in Öhringen; † 30. Juli 1771 in Halle), lutherischer Theologe
- Adam Struensee (* 8. September 1708 in Neuruppin; † 20. Juni 1791 in Rendsburg), 1732–57 Pastor und Theologieprofessor
- Wilhelm Friedemann Bach – der „Hallesche Bach“ – (* 22. November 1710 in Weimar; † 1. Juli 1784 in Berlin), 1746 bis 1764 Musikdirektor und Organist der Marienkirche, Leiter des Stadtsingechores, sein Wohnhaus am Hallorenring, Ecke Domstraße ist noch erhalten.
- Dorothea Christiane Erxleben, geb. Leporin (* 13. November 1715 in Quedlinburg; † 13. Juli 1762 ebenda), promovierte als erste Frau in Deutschland zum Dr. med. an der Halleschen Universität
- Johann Joachim Winckelmann (* 9. Dezember 1717 in Stendal; † 8. Juni 1768 in Triest), Altertumswissenschaftler, 1738 bis 1740 Student der Theologie in Halle
- Friedrich Wilhelm von Leysser (* 7. März 1731 in Magdeburg; † 10. Oktober 1815 in Halle), Botaniker, schrieb die „Flora Halensis“
- Jonas Mischel Jeitteles (* 5. Mai 1735 in Prag; ✡ 18. April 1806), Arzt, promoviert 1755 als einer der ersten Juden an der Friedrichs-Universität über Diabetes
- Heinrich Ludwig Willibald Barckhausen (* 1742 in Niederbarkhausen; † 19. Juni 1813 in Hayn), Jurist und Stadtpräsident von Halle
- Ernst Ferdinand Klein (* 3. September 1744 in Breslau; † 18. März 1810 in Berlin), preußischer Justizreformer, Herausgeber und Philosoph, studierte ab 1763 in Halle und lehrte 1791–1800 als Ordinarius der juristischen Fakultät, zeitweilig auch Universitätsdirektor
- Daniel Gottlob Türk (* 10. August 1750 in Chemnitz; † 26. August 1813 in Halle); Organist und Komponist
- Johann Friedrich Reichardt (* 25. November 1752 in Königsberg/Preußen; † 27. Juni 1814 in Giebichenstein bei Halle), Komponist und Musikschriftsteller
- Michael Weber (* 8. Dezember 1754 in Gröben; † 1. August 1833 in Halle), evangelischer Theologe und Professor an der Universität Halle-Wittenberg
- Philipp Friedrich Theodor Meckel (* 30. April 1755 in Berlin; † 17. März 1803 in Halle), Chirurg
- Gabriel Wilhelm Keferstein (* 16. September 1755 in Kröllwitz; † 16. Juni 1816 in Halle), Rats- und Bürgermeister
- Johann Christian Reil (* 20. Februar 1759 in Rhaude (Ostfriesland); † 22. November 1813 in Halle), Arzt und Professor in Halle, erfand 1808 den Begriff „Psychiaterie“, aus dem sehr schnell die „Psychiatrie“ wurde.
- Johann Christoph Friedrich GutsMuths, auch Guts Muths oder Gutsmuths (* 9. August 1759 in Quedlinburg; † 21. Mai 1839 in Ibenhain), Pädagoge und Mitbegründer des Turnens, studierte in Halle Theologie
- Gottfried Fähse (* 24. August 1764 in Schleesen; † 29. Mai 1831 in Jüterbog), klassischer Philologe und Pädagoge
- Friedrich Schleiermacher (* 21. November 1768 in Breslau; † 12. Februar 1834 in Berlin), protestantischer Theologe
- Karl von Müffling genannt Weiß (* 12. Juni 1775; †  16. Januar 1851), preußischer Generalfeldmarschall
- Christian Ludwig Nitzsch (* 3. September 1782 in Beucha; † 16. August 1837 in Halle), Biologe
- Friedrich Wilhelm Wäldner (* 8. Juni 1785 in Olbersleben; † 14. März 1852 in Olbersleben) und Sohn August Ferdinand Wäldner (1817–1905), Orgelbauer in Halle (Saale) von 1817 bis etwa 1897, Erbauer der Groß-Orgel im Halleschen Dom
- Peter David Krukenberg (* 14. Februar 1787 in Königslutter; † 13. Dezember 1865 in Halle), ein deutscher Pathologe
- Joseph Karl Benedikt Freiherr von Eichendorff (* 10. März 1788 Schloss Lubowitz bei Ratibor; Oberschlesien; † 26. November 1857 in Neisse) war ein bedeutender Lyriker und Schriftsteller der deutschen Romantik. Er studierte in Halle, es entstanden Gedichte und die Erzählung „Die Glücksritter“ in Halle.
- Johann August Jacobs (* 27. April 1788 in Pietzpuhl; † 21. Dezember 1829 in Halle), deutscher Philologe und Hochschullehrer, Direktor der Franckesche Stiftungen und Inspektor  des örtlichen Pädagogikums
- Johann August Rienäcker (* 7. November 1779 in Güntersberge; † 26. September 1859 in Halle), ab 1807 Prediger, ab 1838 Superintendent am Halleschen Dom, Dr. phil. und Dr. theol. h. c. der Universität Halle, Autor
- Friedrich August Gottreu Tholuck (* 30. März 1799 in Breslau; † 10. Juni 1877 in Halle), Theologe

### 19. Jahrhundert

#### 1801 bis 1850
- Gustav Kramer (* 1. April 1806 in Halberstadt; † 31. Juli 1888 in Halle), deutscher Philologe, Theologe und Pädagoge
- Ludwig Krahmer (* 13. September 1810 in Hunnesrück; † 20. Dezember 1895), deutscher Pharmakologe
- Otto Eduard Vincenz Ule (* 22. Januar 1820 in Lossow (Frankfurt); † 7. August 1876 in Halle), naturwissenschaftlicher Schriftsteller
- Esriel Hildesheimer (* 11. Mai 1820 in Halberstadt; ✡ 12. Juli 1899 in Berlin), Rabbiner und Begründer der Modernen Orthodoxie, 1846 in Halle promoviert.
- Otto Hendel (* 14. September 1820; † 13. Dezember 1898), Buchdrucker und Verleger
- Carl Adolf Riebeck (* 27. September 1821 in Clausthal; † 28. Januar 1883 in Halle),  Industrieller und Bergwerksunternehmer, Gründer der A. Riebeck’sche Montanwerke.
- Bernhard von Gudden (* 7. Juni 1824 in Kleve; † 13. Juni 1886), Psychiater und Hofarzt von König Ludwig II. war Doktorand in Halle
- Julius Kühn (* 23. Oktober 1825 in Pulsnitz/Oberlausitz; † 14. April 1910 in Halle), Begründer und Gestalter des Universitätsstudiums der Agrarwissenschaften in Deutschland
- Marcus Jastrow (* 5. Juni 1829 in Rogasen, Preußen; ✡ 13. Oktober 1903 in Germantown, Philadelphia), Rabbiner und Autor des Standardwörterbuchs zum spätantiken Hebräisch und Aramäisch, 1855 in Halle promoviert über Ibn Esra
- Julius Opel (* 17. Juli 1829 in Loitzschütz; † 17. Februar 1895 in Halle), Pädagoge und Historiker, Lehrer am Stadtgymnasium und Mitglied des Stadtverordnetenkollegiums von Halle
- Richard von Volkmann (* 17. August 1830 in Leipzig; † 28. November 1889 in Jena), Chirurg und Poet.
- Martin Kähler (* 6. Januar 1835 in Neuhausen bei Königsberg; † 7. September 1912 in Freudenstadt (Schwarzwald)), evangelisch-lutherischer Oberpfarrer und Konsistorialrat
- Paul von Gersdorf (* 24. Juni 1835 in Neustettin; † 28. Juli 1915 in Cummersdorf), Gemeindebischof der katholisch-apostolischen Kirche (Engel)
- Hermann Nietschmann (Pseudonym: Armin Stein; * 11. Januar 1840 in Neutz-Lettewitz; † 27. November 1929 in Halle), evangelischer Pfarrer, Schriftsteller und Komponist.
- Victor Lwowski (* 24. November 1841 in Alt Karmunkau, Oberschlesien; † 23. August 1917 in Halle), Stadtverordneter, Ingenieur und Maschinenfabrikant
- Paul Kramer (* 3. Dezember 1842 in Berlin; † 30. Oktober 1898 in Magdeburg), Pädagoge
- Georg Cantor (* 3. März 1845 in Sankt Petersburg; † 6. Januar 1918 in Halle), Mathematiker, Begründer der Mengenlehre
- Wilhelm Fries (* 23. Oktober 1845 in Landeshut (Schlesien); † 18. September 1928 in Halle), deutscher Philologe und Pädagoge
- Hermann Ebbinghaus (* 24. Januar 1850 in Barmen (heute Stadtteil von Wuppertal); † 26. Februar 1909 in Halle), deutscher Psychologe, Begründer der experimentellen Gedächtnisforschung, Pionier der empirischen Lehr- und Lernforschung; Grab auf dem St. Laurentius-Friedhof

#### 1851 bis 1875
- Hans Vaihinger (* 25. September 1852 in Nehren bei Tübingen; † 18. Dezember 1933 in Halle); Philosoph und Kant-Forscher; Hauptwerk Die Philosophie des Als Ob. System der theoretischen, praktischen und religiösen Fiktionen der Menschheit auf Grund eines idealistischen Positivismus. Mit einem Anhang über Kant und Nietzsche, 1911.
- Rudolf Disselhorst (* 4. Januar 1854 in Rinteln/Weser; † 28. Januar 1930 in Halle), Tierarzt, Mediziner und Universitätsprofessor, Mitglied der Leopoldina
- Emil Löwenhardt (* 1858 in Nietleben; † 1941 in Halle), Chemiker, Lehrer und Schulbuchautor; ab 1921 Rektor der Städtischen Oberrealschule
- Gustav Wolff (* 18. Mai 1858 in Maar (Lauterbach), Hessen; † 5. April 1930 in Halle), Architekt
- Edmund Husserl (* 8. April 1859 in Proßnitz; Mähren; † 27. April 1938 in Freiburg im Breisgau), Philosoph und Mathematiker, Begründer der Phänomenologie
- Georg Wissowa (* 17. Juni 1859 in Neudorf, Landkreis Neumarkt, Provinz Stendal; † 11. Mai 1931 in Halle), klassischer Philologe
- Paul Riebeck (* 9. Oktober 1859 in Weißenfels; † 10. Oktober 1889 in Yokohama, Japan), Sohn von Carl Adolf Riebeck, Chemiker, Unternehmer und Gründer der Paul-Riebeck-Stiftung für Alte und Kranke und Erbauer des Paul-Riebeck-Stifts
- Max Richards (* 19. Oktober an 1859 in Leipzig; † 1932), deutscher Theaterschauspieler, Opernsänger (Tenor), Theaterregisseur und -intendant. Namensgeber der Max-Richards-Straße.
- Adolf Friedrich Nolde (* 1. Mai 1764 in Neustrelitz; † 2. September 1813 in Halle), Direktor der klinischen Anstalten sowie Stadtphysikus in Halle
- Siegmar von Schultze-Galléra (* 6. Januar 1865 in Magdeburg; † 15. September 1945 in Nietleben), Autor und Heimatforscher
- Claire Heliot (* 9. Februar 1866 in Halle (Saale) als Clara Pleßke, Heiratsname Clara Hanmann; † 9. Juni 1953 in Stuttgart) deutsche Tierbändigerin und Dompteurin
- Karl Heldmann  (* 19. September 1869 in Viermünden; † 12. März 1943 in Kassel-Wilhelmshöhe), Historiker und Pazifist
- Lyonel Feininger (* 17. Juli 1871 in New York; † 13. Januar 1956 in New York), deutsch-amerikanischer Maler und Grafiker, Hauptwerke schuf er in Halle von 1930 bis 1931
- Otto Schlüter (* 12. November 1872 in Witten/Ruhr; † 12. Oktober 1959 in Halle), Geograph, 1911 Ordinarius in Halle, 1952 Präsident der Leopoldina
- Wilhelm Jost (* 2. November 1874 in Darmstadt; † 6. Juni 1944 in Lohdorf bei Hohensalza), Architekt und Baubeamter, 1912–1939 Stadtbaurat in Halle
- Max Schneider (* 20. Juli 1875 in Eisleben; † 5. Mai 1967 in Halle), Musikhistoriker, Professor an der MLU.

#### 1876 bis 1900
- Georg Paul Baesecke (* 13. Januar 1876 in Braunschweig; † 1. Mai 1951 in Halle), germanistischer Mediävist; Professor und Direktor des Seminars für Deutsche Philologie an der Universität Halle
- Emil Abderhalden (* 9. März 1877 in Oberuzwil; † 5. August 1950 in Zürich), Schweizer Physiologe, Biochemiker, Professor an der Halleschen Universität, 1932–1950 Präsident der Leopoldina
- Paul Thiersch (* 2. Mai 1879 in München; † 15. November 1928 in Hannover), Architekt und von 1915 bis 1928 Direktor der Burg Giebichenstein, heute Hochschule für Kunst und Design Halle
- Otto Kilian (* 27. November 1879 in Atzendorf; † Frühjahr 1945 im KZ Bergen-Belsen), kommunistischer Politiker, Journalist und Schriftsteller
- Max Sauerlandt (* 6. Februar 1880 in Berlin; † 1. Januar 1934 in Hamburg), Direktor des Städtischen Museums Halle von 1908 bis 1919, bedeutender Kunsthistoriker und Museumsdirektor
- Wilhelm Worringer (* 13. Januar 1881 in Aachen; † 29. März 1965 in München), bedeutender Kunsthistoriker und Professor
- Felix Graf von Luckner (* 9. Juni 1881 in Dresden; 13. April 1966 in Malmö), verhinderte die Bombardierung Halles im April 1945
- Grete Budde (* 4. Februar 1883 in Luckenwalde; † 22. Juni 1967 in Halle), jüdische Bildhauerin
- Emil Utitz (* 27. Mai 1883 in Roztoky bei Prag; ✡ 2. November 1956 in Jena), Philosoph, Psychologe und Kunsttheoretiker, 1925 bis zur Entfernung durch das Berufsbeamtengesetz 1933 Professor in Halle
- Mojzis Woskin-Nahartabi (* 16. Dezember 1884 in Nahartaw, heutige Ukraine; ermordet 1944 im KZ Auschwitz), einer der bedeutendsten Vertreter des Neuhebräischen in der Weimarer Republik; Hebräisch-Dozent an der Universität Halle
- Erwin Hahs (* 27. Juli 1887 in Berlin; † 31. März 1970 in Zernsdorf), Maler, Grafiker und Professor an der Burg Giebichenstein Halle
- Walter Hülse (* 16. August 1887 in Guttenfeld; † wahrscheinlich 1958), Mediziner und von 1945 bis 1946 Vizepräsident der Provinz Sachsen
- Richard Wittsack (* 9. September 1887 in Köthen; † 6. März 1952 in Halle (Saale)), Sprechwissenschaftler
- Frida Leider (* 18. April 1888 in Berlin; † 4. Juni 1975 ebenda), Sopranistin, erhielt in Halle ihr erstes Engagement
- Karl Müller (* 17. November 1888 in Berlin; † 2. Mai 1972 in Halle (Saale)); Metallbildner, Produkt-Gestalter und Professor an der Werkkunstschule Burg Giebichenstein
- Curt Goetz (* 17. November 1888 in Mainz; † 12. September 1960 in Grabs, Kanton St. Gallen, Schweiz), deutsch-schweizerischer Schriftsteller und Schauspieler; aufgewachsen in Halle
- Walter Draeger (* 14. Dezember 1888 in Batzlow (Brandenburg); † 24. Januar 1976 in Weimar), deutscher Komponist und Hochschullehrer, einer der Initiatoren der Hallischen Musiktage
- Guido Kisch (* 22. Januar 1889 in Prag; ✡ 7. Juli 1985 in Basel), Jurist, Rechtshistoriker und Historiker für jüdische Geschichte; 1922 bis zur Entfernung aufgrund des Berufsbeamtengesetzes 1933 Professor in Halle und zeitweise Dekan der juristischen Fakultät
- Gisela Leweke-Weyde  (* 6. August 1894 in Kaschau; † 28. Februar 1984 in Halle), Archäologin, Kunsthistorikerin, Malerin und Grafikerin
- Erich Dieckmann (* 5. November 1896 in Kauernik; † 8. November 1944 in Berlin) Bauhaus Möbeldesigner, Architekt und Hochschullehrer (Burg Giebichenstein)
- Gerhard Marcks (* 18. Februar 1889 in Berlin; † 13. November 1981 in Burgbroh/Eifel), Professor für Bildhauerei an der Burg Giebichenstein, von 1928 bis 1933 kommissarischer Direktor daselbst
- Ludwik Ehrlich (geb. 11. April 1889 in Ternopil; gest. 31. Oktober 1968 in Kraków), Rechtswissenschaftler und Richter am Internationalen Gerichtshof in Den Haag, studierte 1911–1912 in Halle
- Oskar Rebling (* 10. November 1890 in Langensalza; † 1980), Organist, Kirchenmusikhistoriker und Hochschullehrer
- Oswald Boelcke (* 19. Mai 1891 in Giebichenstein; † 28. Oktober 1916 bei Bapaume, Somme, Frankreich), Jagdflieger im Ersten Weltkrieg, Pionier der Luftkampftaktik
- Hans Finsler (* 7. Dezember 1891 in Heilbronn; † 3. April 1972 in Zürich), Fotograf, Lehrender für Fotografie bis 1932 an der Burg Giebichenstein
- Hanns Freydank (* 26. Dezember 1892 in Starkow (Pommern); † 22. September 1971 in Halle), Heimatforscher, Genealoge, Archivar und Wirtschaftshistoriker
- Otto Scharge (* 7. März 1894 in Zühlen; † 25. März 1976 in Halle), Goldschmied
- Charles Crodel (* 16. September 1894 in Marseille; † 28. November 1973 in München), Maler, Lehrer an der Burg Giebichenstein
- Werner Scholem (* 29. Dezember 1895 in Berlin; † 17. Juli 1940 im KZ Buchenwald), 1924–28 Reichstagsabgeordneter für die KPD; 1916/17 als Soldat in Halle stationiert und wegen kriegskritischer Aktivitäten im „Roten Ochsen“ inhaftiert, 1919/20 Redakteur des Halleschen „Volksblatts“
- Marguerite Friedlaender (* 11. Oktober 1896 in Lyon; † 24. Februar 1985 in Guerneville/USA), Keramikerin, Lehrende für Keramik bis zur Emigration 1933 an der Burg Giebichenstein
- Gertrud Schubart-Fikentscher (* 23. Dezember 1896 in Zwickau; † 24. März 1985 in Halle), erste Professorin für Rechtswissenschaft in Deutschland
- Karl Ziegler (* 26. November 1898 in Helsa (Hessen); † 11. August 1973 in Mülheim an der Ruhr), Chemiker; wirkte von 1933 bis 1945 an der Martin-Luther-Universität, erhielt 1963 den Nobelpreis für Chemie
- Erich Neuß (* 11. Februar 1899 in Frankfurt am Main; † 28. Dezember 1982 in Halle (Saale)), Historiker und Archivar
- Wilhelm Nauhaus (* 23. September 1899 in Erfurt; † 31. Juli 1979 in Halle (Saale)), Buchbinder, Künstler und Archivar an der Burg Giebichenstein
- Kurt Mothes (* 3. November 1900 in Plauen; † 12. Februar 1983 in Ribnitz-Damgarten) Botaniker und Hochschulprofessor, 1954–1974 Präsident der Leopoldina
- Rudolf Agricola (* 29. November 1900 in Ladenburg; † 14. Januar 1985 in Greifswald), nach 1933 Widerstandskämpfer, von 1948 bis 1956 Politökonom an der Universität.

### 20. Jahrhundert

#### 1901 bis 1920
- Ludolf-Hermann von Alvensleben (* 17. März 1901 in Halle (Saale); † wahrscheinlich am 1. April 1970 in Santa Rosa de Calamuchita, Provinz Córdoba, Argentinien), NSDAP-Reichstagsabgeordneter, SS-Gruppenführer sowie Generalleutnant der Polizei und Waffen-SS
- Helene Glatzer (* 8. Februar 1902 in Berlin-Neukölln; † 31. Januar 1935 in Halle), antinazistische Widerstandskämpferin
- Herbert Post (* 13. Januar 1903 in Mannheim; † 9. Juli 1978 in Bayersoien), Schriftkünstler, Typograf und Buchgestalter und Professor an der Burg Giebichenstein
- Ilse Scharge-Nebel (* 29. September 1904 in Löbau; † 21. August 1988 in Gardelegen), Glasgestalterin
- Kurt Fiebig (* 29. Februar 1908 in Berlin; † 12. Oktober 1988 in Hamburg), Komponist (z. B. „Hallische Kantate vom Wort Gottes“ – uraufgeführt 1939 in der Ulrichkirche/Halle), Kirchenmusiker, Mendelssohn-Preis 1931, Mitbegründer und mehrjähriger Leiter der Kirchenmusikschule Halle/Saale, heute Evangelische Hochschule für Kirchenmusik Halle
- Otto Beßler (1909–1972), Apotheker, Professor für Pharmakognosie und Pharmaziehistoriker, studierte und lehrte in Halle
- Alfred Mäde (* 16. Juni 1910 in Borsdorf; † 5. Oktober 1988 in Halle), Meteorologe, Professor und Rektor an der Universität Halle-Wittenberg
- Erna Dorn (* 17. Juli 1911 in Tilsit; † 1. Oktober 1953 in Dresden), angebliche faschistische Rädelsführerin des Volksaufstandes vom 17. Juni 1953 in Halle
- Johannes Hamel (* 19. November 1911 in Schöningen; † 1. August 2002 in Wernigerode), Theologe, Studentenpfarrer, Häftling im Roten Ochsen
- Gerhard Reintanz (* 1. März 1914 in Cuxhaven; † 18. November 1997 in Halle), Professor für Internationales Recht
- Kurt Aland (* 28. März 1915 in Berlin-Steglitz; † 13. April 1994 in Münster/Westfalen), Theologe und Professor für Neutestamentliche Einleitungswissenschaft und Kirchengeschichte an der Universität
- Walther Siegmund-Schultze (* 6. Juli 1916 in Schweinitz, Provinz Sachsen; † 6. März 1993 in Halle), Musikwissenschaftler, Mitbegründer der Händel-Festspiele in Halle
- Arthur Epperlein (* 4. Juni 1919 in Danzig; † 29. Dezember 1995 in Halle), Autor und Cartoonist
- Heinz Bethge (* 15. November 1919 in Magdeburg; † 9. Mai 2001 in Halle) Physiker, Präsident der Leopoldina
- Irmgard Glauche (* 12. März 1920 in Schwarzenberg; † 26. November 2016) Textilgestalterin und Hochschullehrerin
- Gerhard Wohlgemuth (* 16. März 1920 in Frankfurt am Main, Hessen; † 26. Oktober 2001 in Halle), Komponist
- Herbert Lange (* 10. September 1920 in Liebenfelde; † 19. Mai 2001 in Kleinmachnow), Maler und Grafiker
- Rolf Lieberwirth (* 1. Dezember 1920; † 5. April 2019 in Halle), Professor für Rechtsgeschichte und Internationales Privatrecht an der Universität Halle-Wittenberg

#### 1921 bis 1930
- Willi Sitte (* 28. Februar 1921 in Kratzau, Tschechoslowakei; † 8. Juni 2013 in Halle), Maler, langjähriger Präsident des Berufsverbandes Bildender Künstler in der DDR, Professor an der Burg Giebichenstein
- Hans Merz (* 24. Juni 1921 in Dessau; † 1987 in Halle) Designer und Hochschullehrer an der Hochschule für industrielle Formgestaltung
- Hans-Ulrich Herold (* 11. August 1921 in Brieg; † 13. April 2013) Gebrauchsgrafiker und Illustrator
- Curt Frankenstein (* 11. März 1922 in Hannover; † 4. Januar 2009 in Wilmette, Cook County, Illinois), amerikanischer Zeichner, Maler, Lithograph
- Günther Krause (* 9. Februar 1923 in Erfurt; † 19. Januar 2012 in Halle), Conferencier, vor allem im Steintor-Varieté
- Irene Hein (* 27. September 1923 in Königsberg; † 2003), Gebrauchsgrafikerin und Illustratorin
- Lothar Zitzmann (* 14. Februar 1924 in Kahla (Thüringen); † 19. Januar 1977 in Halle), Maler; war in den 1950er und 1960er Jahren u. a. als Kunstdozent in Halle tätig
- Wolfgang Hütt (* 18. August 1925 in Barmen; † 14. Januar 2019), Kunsthistoriker und Autor
- Christa Susanne Dorothea Kleinert (* 21. September 1925 in Neurode; † 14. Februar 2004 in Halle), Ökonomin
- Edgar Hilsenrath (* 2. April 1926 in Leipzig; ✡ 30. Dezember 2018 in Wittlich), Schriftsteller (Der Nazi & der Friseur, Das Märchen vom letzten Gedanken), wuchs bis zur „Reichspogromnacht“ in Halle auf.
- Werner Heiduczek (* 24. November 1926 in Hindenburg, Oberschlesien; † 28. Juli 2019 in Zwenkau), Schriftsteller; lebte und arbeitete seit 1965 in Halle/Saale.
- Thomas Höhle (* 10. Dezember 1926 in Aue; † 9. Januar 2012 in Magdeburg), Literaturwissenschaftler, em. Professor der Martin-Luther-Universität Halle-Wittenberg, setzte sich für die Erhaltung von Reichardts Garten in Halle ein.
- Gerd Focke (* 7. April 1927 in Leipzig; † 3. April 2016 in Halle), Dramaturg, Schriftsteller, gründete und leitete das Fernsehtheater Moritzburg in Halle/Saale.
- Barbara Cramer-Nauhaus (* 22. September 1927 in Brandenburg (Havel); † 21. März 2001 in Halle/Saale), Anglistin und Übersetzerin
- Ernst-Werner Schulze (* 27. September 1927 in Dessau; † 12. August 2005 in Halle/Saale), Grafiker und Hochschullehrer
- Karl Thewalt (* 15. April 1928 in Höhr-Grenzhausen), Gebrauchsgrafiker und Hochschullehrer
- Reinfried Pohl (* 26. April 1928 in Zwickau in Böhmen (Cvikov), Tschechoslowakei; † 12. Juni 2014 in Marburg), Jurist, Gründer und ehemaliger Vorstandsvorsitzender der Deutschen Vermögensberatung AG (DVAG), Mitbegründer der Liberal-Demokratischen Partei Deutschlands (LDP) in der Sowjetischen Besatzungszone
- Gerhard Wolf (* 16. Oktober 1928 Bad Frankenhausen/Kyffhäuser; † 7. Februar 2023 in Berlin), Schriftsteller, Herausgeber und Verleger, lebte und arbeitete mit seiner Frau in den Jahren 1959 bis 1962 in Halle
- Christa Wolf (* 18. März 1929 in Landsberg/Warthe; † 1. Dezember 2011 in Berlin), Schriftstellerin; lebte und arbeitete mit ihrem Mann in den Jahren 1959 bis 1962 in Halle/Saale
- Hans-Joachim Bartmuß (* 19. Juli 1929 in Großkorbetha; † 6. Januar 2023), Historiker auf dem Gebiet der mittelalterlichen und neueren Geschichte, emeritierter Professor für die Geschichte des Mittelalters an der Martin-Luther-Universität Halle-Wittenberg
- Rosemarie Trautmann (* 21. November 1929 in Gorintalo), Metallgestalterin
- Gertrud Bense (* 22. April 1930 in Pillkallen, Ostpreußen; † 10. Februar 2021 in Halle), Baltistin an der Martin-Luther-Universität Halle-Wittenberg
- Joachim Garz (* 27. April 1930 in Calbe an der Saale; † 8. März 2016 in Halle), Agrarwissenschaftler an der Martin-Luther-Universität Halle-Wittenberg
- Peter Zinecker (* 16. August 1930 in Freiheit an der Aupa; † 7. Oktober 2022 in Halle), Metallgestalter

#### 1931 bis 2000
- Erik Neutsch (* 21. Juni 1931 in Schönebeck (Elbe); † 20. August 2013 in Halle), Schriftsteller
- Ivan Rebroff (* 31. Juli 1931 in Berlin-Spandau; † 27. Februar 2008 in Frankfurt am Main), deutscher Sänger, 1945–1950 Schüler in den Franckeschen Stiftungen, Mitglied des Stadtsingechores
- Rüdiger Reinel (* 15. Oktober 1939 in Leipzig; † 2016), Architekt, Glasgestalter, Zeichner, Grafiker und Hochschullehrer
- Karin Mylius (* 11. Januar 1934 in Münster; † 13. Dezember 1986 in Halle), Vorsitzende der Jüdischen Gemeinde zu Halle (Saale)
- Marianne Traub (* 30. Mai 1934), Bildhauerin
- Christina Brade (* 9. November 1936 in Leisnig; † 8. April 2007 in Halle), Schmuckgestalterin
- Dorothea Prühl (* 22. Februar 1937 in Breslau), Künstlerin, Schmuckgestalterin, Kunstprofessorin an der Burg Giebichenstein
- Heinrich Pera (* 1938 in Magdeburg; † 2. März 2004), katholischer Priester, Wegbereiter der Hospizbewegung in der DDR
- Liane Kotulla (* 27. Mai 1939 in Reichenberg; † 23. Juni 2019), Gebrauchsgrafikerin und Illustratorin
- Ludwig Ehrler (* 20. August 1939 in Leipzig; † 26. Oktober 2014 in Halle), Maler, Hochschulprofessor an der Burg Giebichenstein, 1998–2002/03 Rektor derselben
- Peter Freiheit (* 14. Januar 1940 in Breslau; † 4. Dezember 2001 in Halle), Komponist und Violoncellist, 1969–1977 Musikalischer Leiter des Theaters Junge Garde
- Norbert Wientzkowski (* 17. November 1940 in Schweidnitz; † 24. April 2006 in Halle) Gebrauchsgrafiker, Zeichner und Grafiker
- Sigrid Schaller (* 31. Oktober 1941 in Berlin; † 7. Januar 2024 in Halle (Saale)), Architektin
- Gerd Domhardt (* 19. Februar 1945 in Wolmirstedt; † 18. Februar 1997 in Halle), Komponist
- Dierk Scheel, (* 7. November 1950 in Celle; † 18. Mai 2022 in Halle), Biochemiker und Molekularbiologe
- Günter Heinz (* 1954 in Zeitz), Mathematiker, Komponist, Musiker, studierte in Halle Mathematik
- Renée Reichenbach (* 7. Februar 1956 in Jena), Künstlerin und Keramikerin
- Jürgen Krätzer (* 14. Februar 1959 in Leipzig; † 24. März 2019 in Leipzig), Germanist. Von 2001 an Redakteur, ab 2012 Herausgeber der Literaturzeitschrift „Die Horen“, seit 2005 Dozent an der MLU Halle/Saale
- Paul Alfred Kleinert (* 24. Februar 1960 in Leipzig), Schriftsteller, Herausgeber und Übersetzer, verbrachte (mit Unterbrechungen) 12 Jahre seiner Kindheit in Halle/Saale
- Thomas Buchholz (* 27. August 1961 in Eisenach), Komponist, seit 1995 Leiter der Hallischen Musiktage
- Thomas Kretschmann (* 8. September 1962 in Dessau), Schauspieler und Synchronsprecher, ehemaliger Schwimmer. War in Halle auf einem Sportinternat, wurde zu der Zeit Teil des Olympiakaders der DDR.
- Dagmar Schmidt (* 9. Mai 1963 in Lommatzsch/Sachsen), Künstlerin, erste Preisträgerin des mfi-Preis Kunst am Bau für die Bodenskulptur Grabungsstaedte in der Silberhöhe
- Ralf Jacob (* 1967 in Merseburg), Stadtarchivar seit 1994
- Ilke Wyludda, (* 28. März 1969 in Leipzig; † 1. Dezember 2024 in Halle (Saale)), Diskuswerferin und Olympiasiegerin, startete für den SC Chemie Halle bzw. für den SV Halle
- Uwe Nolte (* 11. Mai 1969 in Merseburg), Musiker, Lyriker und Grafiker, der in Halle lebt
- Jan Riedel (* 1982 in Borna), Politiker (CDU), Schulleiter des Lyonel-Feininger-Gymnasiums in Halle, Mitglied des Stadtrats von Halle